# Batushka

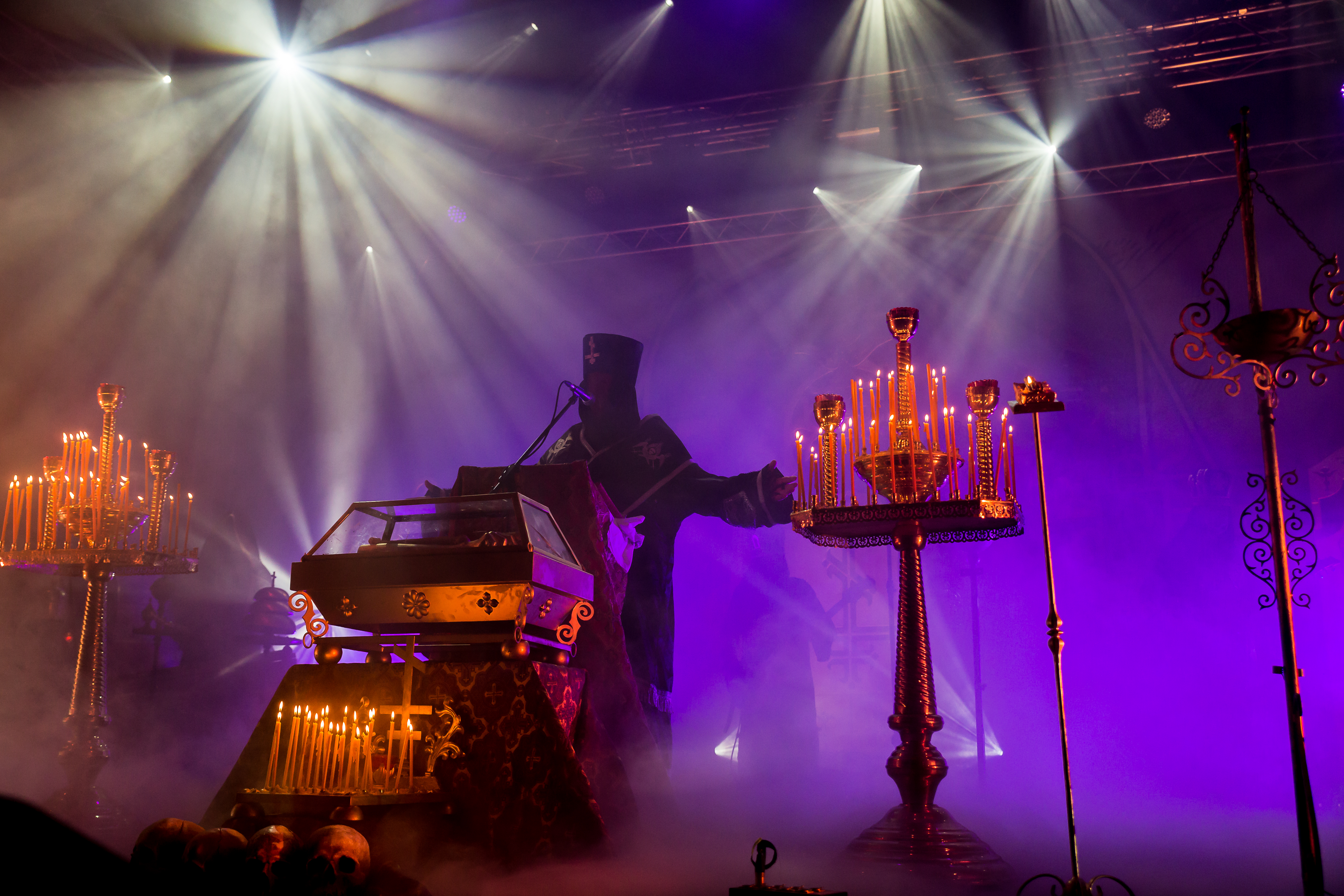
Batushka na Full Force 2019

Batushka (cyrilicí Батюшка) je polská doom/blackmetalová kapela založená v roce 2015. Témata textů odkazují na východní ortodoxní náboženství (pravoslaví). Názvy skladeb a texty jsou v církevní slovanštině. 
Slovo Батюшка (transkripcí Baťjuška) znamená otec, je ekvivalentem slova jeromonach ve východním pravoslaví, či obecněji kteréhokoli kněze východních církví.
Skupina 20. listopadu 2015 vydala singl „Yekteníya VII“ propagující nadcházející album. Dne 4. prosince 2015 debutovala jejich deska Litourgiya, která získala pozitivní uznání mezi kritiky a fanoušky. Po premiéře alba zahájila Batushka koncertní turné na Ukrajině a v Bělorusku. Naplánované koncerty v Rusku byly kvůli výhrůžkám zrušeny. V roce 2017 vystoupili na festivalu Wacken Open Air.
Koncem roku 2018 došlo mezi hlavními dvěma členy kapely, Bartłomiejem Krysiukem a Krzysztofem Drabikowskim, k rozkolu, který pokračoval v průběhu roku 2019 soudními spory o práva k užívání názvu kapely. Oba hudebníci pak ve své tvorbě používali název Batushka, než byl Krysiuk v roce 2024 po rozhodnutí soudu nucen tento název přestat používat. Pro svou kapelu zvolil nově název Patriarkh (Патриархь).

## Diskografie
Studiová alba
- Litourgiya / Литоургиiа (2015)
- Panichida / Панихида (2019 – Drabikowski)
- Hospodi / Господи (2019 – Krysiuk)